# Dasypogonaceae
Dasypogonaceae — родина однодольних рослин з клади комелінідів. Родина є ендемічною для узбережжя південної і західної Австралії (середземноморський клімат).

## Опис

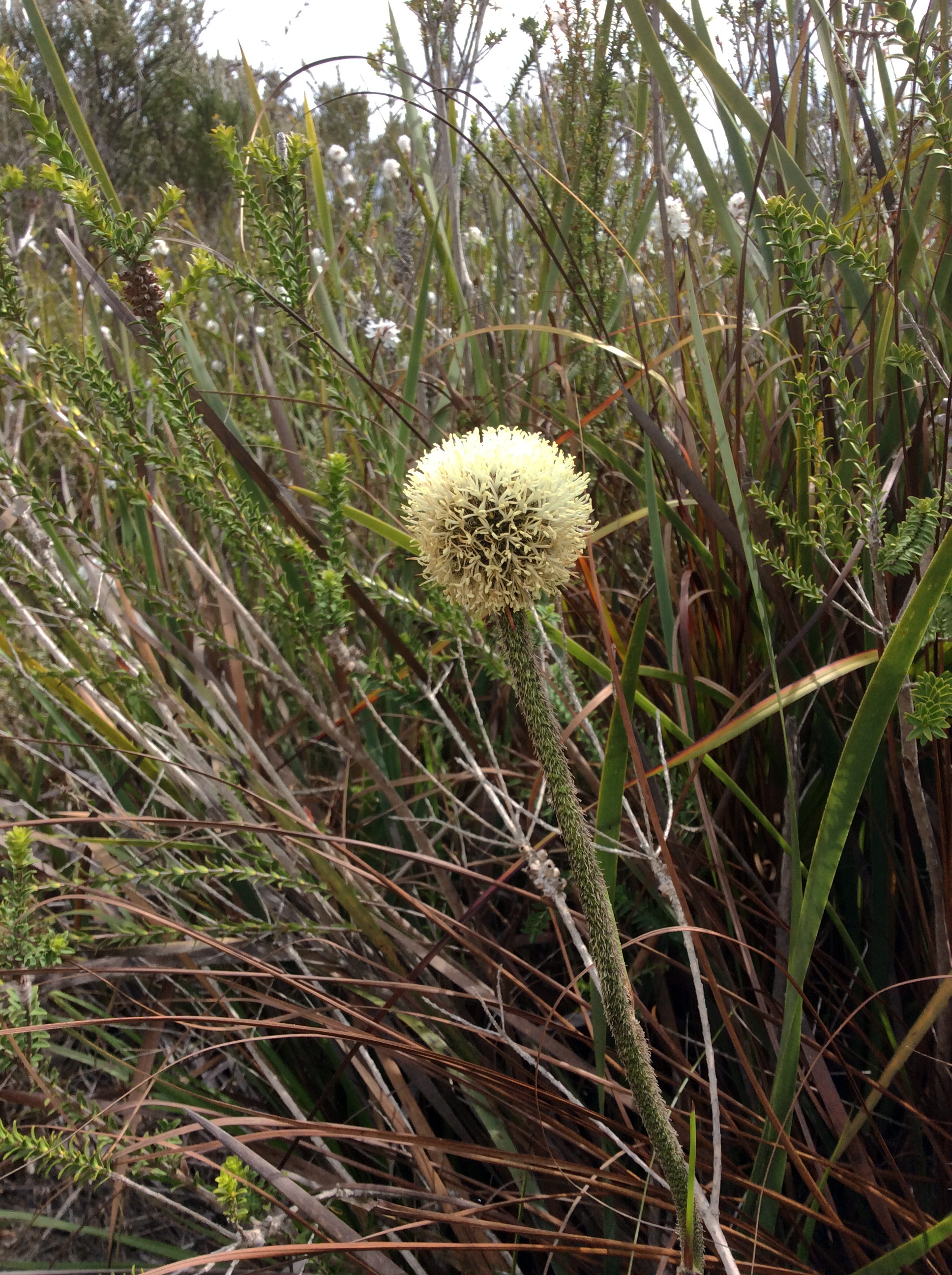
Dasypogon bromeliifolius

Ці рослини відносно ксероморфні. Вони мають кореневище або ростуть у формі дерева і мають виражений ріст у товщину. Судини ксилеми містяться лише в коренях. У судинних пучках листя є дві периферійні флоемні нитки. Листки чергуються і мають яскраво виражені піхви. Квітки потрійні. Приквітки сухі. Насіння округле зі світло-жовтою оболонкою.

## Систематика
Dasypogonaceae — це монофілетична група. Типовий вид — Dasypogon bromeliifolius. Dasypogonaceae належать до комелінідів, однак їхнє систематичне становище в межах клади було незрозумілим протягом тривалого часу. Саме тому вони тривалий час не були приписані до жодного порядку аж до виходу в 2016 році системи APG IV. Згідно з молекулярно-генетичними дослідженнями Dasypogonaceae безумовно, є сестринською групою до Arecaceae, тому й були розміщені у спільний порядок пальмоцвітих.
Склад родини: рід Baxteria містить 1 вид Baxteria australis, який зростає на південному заході Австралії; рід Calectasia містить 15 видів, що трапляються на південному заході й південному сході Австралії, рід Dasypogon містить 3 види, які трапляються на південному заході Австралії; рід Kingia містить 1 вид Kingia australis, який зростає на південному заході Австралії.